# Pedro Luis de Borja Llançol de Romaní

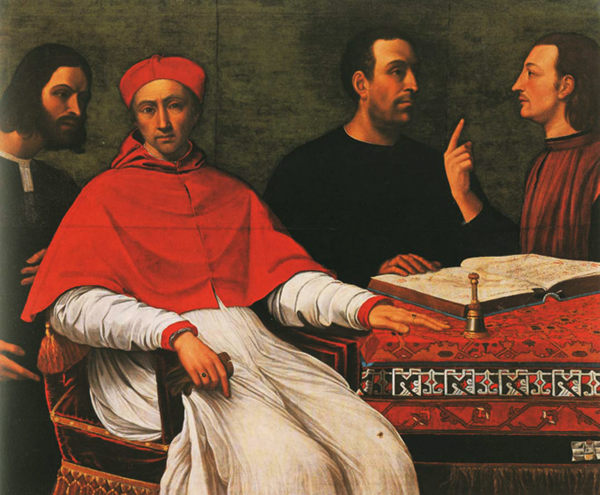
Kardinal Pedro Luis de Borja Llançol de Romaní (2. v. l.) (1500)

Pedro Luis de Borja Llançol de Romaní O.S.Io.Hieros, auch Ludovico Borgia (italienisch: Pierlodovico oder Pierluigi Borgia), (* 1472 in València, Spanien; † 4. Oktober 1511) war ein Kardinal der römisch-katholischen Kirche.

## Leben
Pedro Luis wurde als vierter Sohn von Jofré de Borja Llançol de Romaní, neunter señor de Villalonga, und Juana de Moncada, in die Familie Borja (italienisch Borgia) geboren. Pedro Luis war der Großgroßneffe von Papst Kallixtus III. und Großneffe von Rodrigo Borgia (Alexander VI), damals Kardinalvizekanzler in Rom. Als er Papst wurde, ernannte dieser auch seine Cousins Juan den Älteren (1492) und Cesar (1493) sowie seinen Bruder Juan den Jüngeren (1496) zu Kardinälen; sein anderer Bruder Rodrigo wurde Hauptmann der päpstlichen Garde. Pedro Luis’ Vater war Sohn von Juana de Borja, dessen Schwester, und Pere-Guillem Llançol de Romaní, achter señor de Villalonga.
Pedro trat dem Johanniterorden bei, und als er 1498 versuchte, den Posten von Fray Francisco de Boxol als Prior des Ordens in Aragon zu übernehmen, betrieb Ferdinand II. von Aragon über seinen Botschafter in Rom Borjas Ernennung zu annullieren; stattdessen wurde Borja zum Prior des Ordens in Santa Eufemia ernannt. Er wurde von seinem Großonkel, Papst Alexander VI, im Konsistorium vom 20. März 1500 zum Kardinal in pectore erhoben, bekannt gegeben am 28. September desselben Jahres, daraufhin am 5. Oktober zum Kardinaldiakon von S. Maria in Via Lata ernannt. Am 29. Juli desselben Jahres wurde er Erzbischof von Valencia und trat damit die Nachfolge seines Bruders Juan an. Borja scheint seine Diözese nie als Erzbischof besucht zu haben; er verwaltete sie seit dem 29. August 1500 durch einen Prokurator, Guillem Ramón de Centelles.
In der Folge erhielt er Diözesen von Spoleto und Viterbo, mit San Marcello am 7. Dezember 1503 eine zweite Titelkirche, wurde zum Großpönitentiar sowie Kommendatarabt der Klöster Valldigna (Valencia), San Simpliciano (Mailand) und San Leonardo de Siponto (Neapel).
Auf sein Betreiben hin erließ Alexander VI. 1501 eine Bulle zur Gründung der Universität von Valencia, deren Gründung 1502 von König Ferdinand II. von Aragonien bestätigt wurde.
Der Kardinal nahm an den beiden Konklaven von 1503 teil: dem Septemberkonklave, bei dem Pius III. gewählt wurde, und dem Oktoberkonklave, bei dem Julius II. gewählt wurde. Nach der Wahl des letzteren, der ein Gegner der Borgias war und die Verhaftung Caesars angeordnet hatte, floh Pedro Luis mit Kardinal Francisco de Remolins aus Rom und stellte sich unter die Obhut von Gonzalo Fernández de Córdoba in Neapel.
Im Jahr 1507 war er für kurze Zeit auch Erzbischof von Santiago de Compostela, wo er das Problem lösen sollte, dass Alonso de Fonseca y Ulloa, Sohn von Alonso de Fonseca y Acevedo, gegen den Brauch die Nachfolge seines Vaters antreten sollte (die Erzdiözese erkennt Pedro Luis in der Liste ihrer Erzbischöfe nicht an). Ab Juni 1510 war er Erzpriester von Santa Maria Maggiore.
Er blieb in Neapel bis 1511, als er in Unkenntnis des Todes des Papstes nach Rom aufbrach; im Zuge dessen starb er bei einem Sturz vom Pferd. Er wurde in der Kirche San Pietro Celestino in Rom ohne einen Grabstein begraben.
Er starb am 4. Oktober 1511.